# Mastodon (groupe)
Pour le réseau social, voir Mastodon (réseau social).
Mastodon est un groupe de sludge metal américain, originaire d'Atlanta, en Géorgie. Le groupe se compose du bassiste et chanteur Troy Sanders, du guitariste et chanteur Brent Hinds, du guitariste Bill Kelliher, et du batteur et chanteur Brann Dailor. Le groupe est reconnu pour son mélange unique de rock et metal aux sonorités sludge, progressives et heavy, à haute teneur en passages psychédéliques.
Mastodon recense un total de sept albums studio, un album live et un DVD, une compilation composée de premières chansons et un coffret. Le groupe fait paraître son premier album, Remission, en 2002, très bien accueilli par la presse spécialisée pour sa sonorité unique. Leur second album, Leviathan, s'inspire du célèbre roman de Herman Melville, Moby Dick. Trois magazines le récompensent dans la catégorie album de l'année en 2004 : Revolver, Kerrang! et Terrorizer. Mastodon été nommé à deux reprises aux Grammy Awards.
Leur septième album, Emperor of Sand (2017), fut vendu à 41 000 exemplaires lors de sa sortie aux États-Unis, débutant ainsi 7e du Billboard 200 et devenant le plus gros succès commercial du groupe.

## Biographie

### Débuts (1999–2003)
Mastodon est formé en 1999 après le déménagement de Brann Dailor et du guitariste Bill Kelliher à Atlanta ; là-bas, ils font la rencontre du bassiste et chanteur Troy Sanders et du guitariste et chanteur Brent Hinds au concert d'High on Fire. Bill Kelliher et Brann Dailor sont d'anciens membres des groupes Lethargy et Today Is The Day. Brent Hinds et Troy Sanders quant à eux jouaient auparavant dans un groupe nommé Social Infestation.
Après la sortie de deux albums et un EP (Lifesblood) sur le label indépendant Relapse Records, principalement orienté death metal et post-hardcore, Mastodon opte pour les offres de la major Warner qui sortira leur troisième opus, Blood Moutain, par le biais de Reprise Records. Malgré le label, spécialisé dans la musique plutôt populaire, Mastodon ne change pas sa musique, et cet album est aussi violent que les autres. Ils y ajoutent cependant une petite touche de mysticisme et de groove.
(La musique de Mastodon est globalement orientée vers un style qui va du hardcore technique au post-hardcore mais l'orientation varie d'une chanson à une autre. Elle s'appuie sur une guitare tantôt technique et « rapide » et tantôt sur une guitare lourde et lente rappelant le sludge metal. Certains passages peuvent rappeler certains morceaux de Neurosis.Empreint d'une inspiration hors normes, le groupe explore les nouvelles frontières du metal par des rythmiques totalement inhabituelles.[non neutre]  Le jeu de batterie se veut être la pièce maîtresse du jeu de Mastodon. Les guitares font alors office de moteur de l'atmosphère des différents albums. Chaque disque semble être une suite du précédent de par les textes, généralement très imagés, mais emplis d'une connotation très importante quant à la politique et la société. Mastodon est considéré comme l'un des groupes phares de la scène metal moderne.)[réf. souhaitée]

### LeviathanetCall of the Mastodon(2004–2005)
Leur second album, Leviathan, est commercialisé en 2004. Il s'agit d'un album-concept inspiré du roman de Herman Melville, Moby Dick. Le groupe est très bien accueilli pour Leviathan et est nommé album de l'année par Kerrang! et Terrorizer. Blood and Thunder, composée en compagnie du chanteur de Clutch Neil Fallon, est l'une des chansons choisies par National Public Radio en novembre 2009, et décrite comme une « décennie phénoménale pour le metal ». Leviathan se place également second de la liste des meilleurs albums de 2004 établie par Metal Hammer. Le groupe fait ensuite la promotion de l'album, et participe à la tournée The Unholy Alliance en Amérique du Nord et en Europe aux côtés de Slayer et Lamb of God, puis avec Slipknot.
Iron Tusk, la cinquième chanson de l'album, est incluse dans les chansons du jeu vidéo de skateboarding Tony Hawk's American Wasteland et dans le jeu vidéo distribué par 2K Sports NHL 2K9. Blood and Thunder est incluse dans les jeux vidéo Need for Speed: Most Wanted, Project Gotham Racing 3, et Saints Row. Blood and Thunder est une musique jouable dans le jeu vidéo Guitar Hero: Metallica, et est incluse dans les jeux vidéo japonais DrumMania V2 et Guitarfreaks V2. Il est également disponible en contenu téléchargeable pour Rock Band 3.
Leviathan est suivi en 2006 par Call of the Mastodon, un album composé des neuf premières chansons du groupe remasterisées, et d'un DVD d'entrevues et de tournages en concert intitulé The Workhorse Chronicles. Il s'agit de leurs dernières sorties chez Relapse Records avant la signature du groupe chez Warner Bros.. Mastodon reprend également la musique Orion de Metallica pour un album tribute de Kerrang!.

### Blood Mountain(2006–2008)
La participation de Josh Homme (leader de Queens of the Stone Age et ex-Kyuss) à l'un des titres de Blood Mountain leur permettra de se faire connaître auprès d'un public plus rock que metal. En 2008, avec un line-up réduit à trois membres (dû à une intoxication alimentaire en Angleterre du guitariste Bill Kelliher), ils participent à la troisième tournée The Unholy Alliance en ouverture (avec Amon Amarth) de leurs compatriotes Slayer et Trivium, sans donner au public un avant-goût de leur prochain album, Crack The Skye.
Le troisième album du groupe est sorti le 12 septembre 2006. L'album tourne autour de l'élément de la terre. 
Le style du groupe évolue encore dans les sonorités, développant des compositions plus sulfureuses et variées. Le chant reste très abrasif et les solo expérimentaux au possible. Toujours dans l'expérimentation, l'instrumentale Bladecatcher envoie l'auditeur dans un tourbillon kaléidoscopique frénétique. L'album part également dans des titres plus progressifs et moins violents comme Hunters of the Sky, Siberian Divide ou encore This Mortal Soil aux lignes de chant hallucinées. Le groupe fait la promotion de son album en Europe notamment en tournant en première partie de Tool en 2006 puis de Slayer en Australie et en Nouvelle-Zélande. Blood Mountain se place dans les classements américains : 9e meilleur album de 2006 dans Rolling Stone (Colony of Birchmen étant elle-même placée dans les 100 meilleurs titres de 2006), 5e place dans le magazine Kerrang!, 6e chez PopMatters, 1er dans l'édition dix ans de Bizarre.

### Crack the Skye(2009–2010)
Crack the Skye est commercialisé le 24 mars 2009, d'abord en version normale puis deluxe (qui inclut toutes les versions instrumentales et normales) et atteint la 11e place du Billboard 200 une semaine plus tard. L'album est produit par Brendan O'Brien et Scott Kelly de Neurosis revient pour participer à une chanson. Dans une entrevue avec MusicRadar, le guitariste Bill Kelliher confirme que l'album porte sur l'« expérience de hors-corps ». Le groupe se lance dans trois nouvelles chansons au festival Bonnaroo Music, mais ne se présente plus en concert avant la sortie de l'album.

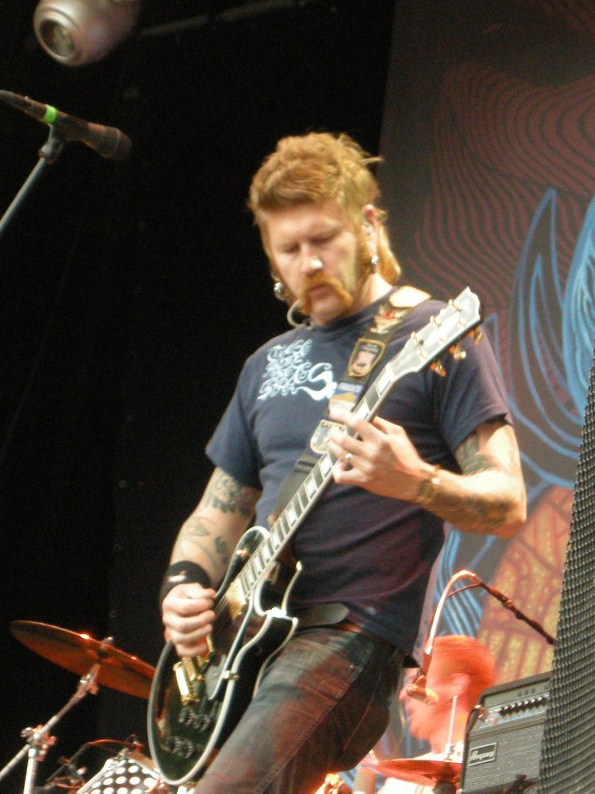
Bill Kelliher, sur scène au Sonisphere Festival de 2009.

Pour la promotion de leur nouvel album, Mastodon part en tournée avec Metallica à la dernière partie de leur World Magnetic Tour de 2009. Au printemps 2009, ils jouent aux côtés de Dethklok à la tournée Adult Swim Presents avec Converge et High on Fire. Le 17 octobre 2009, ils enregistrent un DVD documentant la tournée à l'Aragon Ballroom de Chicago,. Le 29 octobre 2009, ils jouent Divinations au Late Night with Jimmy Fallon. Le 4 novembre 2009, Mastodon fait paraître son second EP, intitulé Oblivion. En avril 2009, au cours du débat sur la loi Hadopi, le groupe est cité à la tribune de l'Assemblée nationale par le député PS Patrick Roy, afin d'expliquer à l'hémicycle qu'Internet a favorisé l'émergence et la diffusion de nouveaux groupes musicaux, tels que celui-ci.
Le réalisateur Jimmy Hayward prend contact avec le groupe lors de leur tournée européenne de 2009, et propose à Mastodon de composer la bande originale de son film en actuel projet - Jonah Hex. Mastodon s'inspire de scènes de films pendant l'enregistrement et l'écriture ; le titre instrumental, Jonah Hex: Revenge Gets Ugly EP, est commercialisé le 29 juin 2010 au label Reprise Records.

### The Hunter(2011–2012)
The Hunter, le cinquième album studio de Mastodon, est enregistré aux Doppler Studios d'Atlanta aux côtés du producteur Mike Elizondo. Les premiers détails de l'album sont donnés par le groupe sur Facebook en janvier 2011. Le batteur Brann Dailor révèle le titre du nouvel album et le genre des nouvelles chansons,. Pendant ce temps, le groupe joue à divers festivals.
En janvier 2012, il est annoncé que Mastodon et le groupe suédois Opeth participeront ensemble à une tournée nord-américaine. La tournée est nommée Heritage Hunter Tour d'après les deux derniers albums des groupes The Hunter de Mastodon et Heritage d'Opeth. Ils joueront aux côtés de Ghost. Le 11 février 2012, le groupe joue à guichet fermé dans une soirée à la Brixton Academy de Londres, la plus grande tête d'affiche de leur carrière.

### Once More 'Round the Sun(2013-2014)
Mastodon commence l'enregistrement d'un nouvel album début 2013. Le guitariste Brent Hinds décrit les chansons comme « une tuerie ». Le 3 décembre 2012, le groupe annonce sur Twitter l'écriture d'une chanson pour le film Monsters University. Le 2 février 2013, Brann Dailor révèle la sortie de leur nouvel album courant 2014, ainsi que la sortie d'un nouvel EP en hiver 2014. Les chansons confirmées sont : Tread Lightly, Buzzard's Guts, Scent of Bitter Almonds, High Road et Aunt Lisa. Dans une entrevue avec Troy Sanders au Paste Magazine du 3 avril, ce premier révèle le titre de l'album, Once More 'Round the Sun, et sa liste de quinze titres. L'album est par la suite révélé pour une sortie en juin.
Le 26 avril, Bill Kelliher révèle le titre du second single Chimes at Midnight. Le 16 juin 2014, l'album entier est mis à disposition sur iTunes. L'album est commercialisé le 24 juin 2014 au label Reprise Records. Il recense 34 000 exemplaires vendus aux États-Unis la première semaine et atteint la 6e place du Billboard 200.

### Emperor of Sand(2017)
L'album est sorti le 31 mars 2017, sous le label Reprise. Il fut suivi d'une tournée aux États-Unis du 14 avril au 20 mai 2017, accompagné des groupes Eagles of Death Metal et Russian Circles.

### Hushed and Grim(2021)
Le groupe sort son huitième album Hushed and Grim le 29 octobre 2021. Il est cette fois-ci produit par David Bottrill qui a  entre autres travaillé avec les groupes Tool, Muse ou Rush.

## Style musical
Mastodon croisent de nombreux genres de heavy metal incluant metal progressif, metal expérimental, sludge metal, stoner metal, metal alternatif, groove metal, et heavy metal. James Christopher Monger d'AllMusic décrit Mastodon comme l'« un des groupes notables du New wave of American heavy metal, un genre ayant émergé au milieu des années 1990 avec des groupes comme Pantera, Biohazard et Machine Head ; le mélange lyrique et innovant de metal progressif, de grindcore et de hardcore de Mastodon les aide à se faire une place comme l'un des grands groupes metal du début du XXIe siècle. »

## Membres

### Membres actuels
- Troy Sanders – chant, guitare basse, claviers (depuis 2000)
- Bill Kelliher – guitare rythmique, chœurs (depuis 2000)
- Brann Dailor – batterie, chant (depuis 2000)

### Anciens membres
- Eric Saner – chant (1999-2000)
- Brent Hinds – chant, guitare solo (2000-2025)

## Discographie

### Albums studios
- 2002 : Remission
- 2004 : Leviathan
- 2006 : Blood Mountain
- 2009 : Crack the Skye
- 2011 : The Hunter
- 2014 : Once More 'Round the Sun
- 2017 : Emperor of Sand
- 2021 : Hushed and Grim

### Albums live
- 2010 : Live at the Aragon
- 2013 : Live at Brixton

### EPs
- 2001 : Slick Leg
- 2001 : Lifesblood
- 2003 : March of the Fire Ants EP
- 2009 : Oblivion
- 2010 : Jonah Hex
- 2017 : Cold Dark Place

### Compilations
- 2006 : Call of the Mastodon
- 2020 : Medium Rarities